# Konjarić Vrh
Konjarić Vrh – wieś w Chorwacji, w żupanii zagrzebskiej, w gminie Krašić. W 2011 roku liczyła 18 mieszkańców.